# Ramsés Bustos
Ramsés Maximiliano Bustos Guerrero (* 13. Oktober 1991 in Santiago de Chile) ist ein ehemaliger chilenischer Fußballspieler. 

## Karriere

### Verein
Ramsés Bustos erlernte das Fußballspielen in der Jugendmannschaft von Unión Española. Hier unterschrieb er 2009 auch seinen ersten Profivertrag. Der Verein aus Independencia spielte in der höchsten chilenischen Liga, der Primera División. Bei Unión stand er bis 2014 unter Vertrag. Hier wurde er in der ersten Mannschaft und der zweiten Mannschaft eingesetzt. Die zweite Mannschaft spielte in der Segunda Division. Von Juni 2012 bis Dezember 2012 wurde er an AC Barnechea verliehen. Direkt im Anschluss erfolgte eine Ausleihe zu Buriram United. Der thailändische Verein aus Buriram spielte in der ersten Liga, der Thai Premier League. Mit dem Verein gewann er 2013 den Kor Royal Cup. Hier schoss er beide Tore im Endspiel gegen Muangthong United. Von 2015 bis 2016 spielte er bei den chilenischen Vereinen Deportes La Serena, Deportes Pintana, Deportes Copiapó und Deportes Valdivia. 2017 zog es ihn wieder nach Thailand zurück. Hier spielte er die Hinserie für den Zweitligisten Nongbua Pitchaya FC aus Nong Bua Lamphu. Zur Rückserie wechselte er zum thailändischen Erstligisten Super Power Samut Prakan FC nach Samut Prakan. Ende 2017 stieg er mit dem Verein in die zweite Liga ab und beendete daraufhin auch seine aktive Karriere.

### Nationalmannschaft
2011 spielte Ramsés Bustos neunmal für die chilenischen U20-Nationalmannschaft und erzielte dabei einen Treffer.

## Erfolge
Buriram United
- Kor Royal Cup: 2013